# Laxotela plata
Laxotela plata är en tvåvingeart som beskrevs av Shaun L. Winterton 2007. Laxotela plata ingår i släktet Laxotela och familjen stilettflugor. Inga underarter finns listade i Catalogue of Life.